# STS-2
STS-2, voluit Space Transportation System-2, was een Spaceshuttlemissie van de NASA.
Voor deze missie werd de Columbia gebruikt, die op 12 november 1981 werd gelanceerd.
Dit was de 2e missie voor de Columbia en
het was de eerste keer dat een bemand herbruikbaar ruimtevaartuig voor de tweede keer aarde verliet en terugkeerde in de ruimte.

## Missiegegevens
- Massa van de shuttle na lancering: 104,647 kg
- Massa van de shuttle na de landing: 92,650 kg
- Massa van de Remote Manipulator System: 8,517 kg
- Perigeum: 222 km
- Apogeum: 231 km
- Hoek : 38.0°
- Omlooptijd: 89 minuten

## Bemanning
De bemanning bestond uit:
- Commandant: Joseph H. Engle (4)
- Piloot: Richard H. Truly (1)

(1) aantal ruimtevluchten dat het bemanningslid heeft uitgevoerd, inclusief deze missie.
De bemanning van STS-3 was de reservebemanning voor deze missie:
- Reserve-commandant: Thomas K. Mattingly
- Reserve-piloot: Henry W. Hartsfield

## Hoogtepunten van de missie
De lancering van de tweede Space Shuttlemissie vond zeven maanden plaats na de STS-1 op 12 april 1981, met de lancering om precies 10:10 a.m EST (plaatselijke tijd). De oorspronkelijke lanceerdatum was op 9 oktober 1981, maar door problemen met de zuurstoftoevoer werd de lancering opgeschoven naar 12 november 1981.
Bij deze missie werd de Remote Manipulator System voor het eerst met alle toepassingen gebruikt. De missie zou eigenlijk vijf dagen duren maar werd verkort tot twee dagen omdat de watertoevoer in de shuttle defect raakte.
De missie kwam succesvol ten einde om 1:23:11 p.m. PST (plaatselijke tijd) nadat de Columbia veilig landde op landingsbaan 23 van Edwards Air Force Base na 36 rondjes om de Aarde gevlogen te hebben in 2 dagen, 6 uur, 13 minuten, 13 seconden. Er werd een reisafstand van 1.729.654 km afgelegd. Tijdens een inspectie na de vlucht bleken twaalf keramische tegeltjes van het hitteschild het te hebben begeven, terwijl er twaalf beschadigd raakten. Na inspectie werd de Columbia op 25 november 1981 teruggevlogen naar Kennedy Space Center boven op een Boeing 747 die speciaal was aangepast aan het vervoer van een Space Shuttle.

## Trivia
- Dit was de laatste missie met astronauten die voor het eerst in de ruimte waren.
- Elke Shuttle missie na deze (vanaf de STS-116) had een commandant en gewoonlijk één astronaut die eerder in de ruimte waren geweest.

|  |